# Сент-Круа (Швейцария)
Сент-Круа́ (фр. Sainte-Croix — «Святой Крест») — коммуна в округе Юра-Нор-водуа в кантоне Во в Швейцарии.
Расположена в горах Юра близ озера Невшатель, у подножья горы Шассерон (1610 м). К юго-востоку расположен Ивердон-ле-Бен, к северо-востоку — Флёрье, к северо-западу Понтарлье во Франции.
Впервые упоминается в 1177 году как Sancta Crux.
Популярный зимний курорт.

## Транспорт

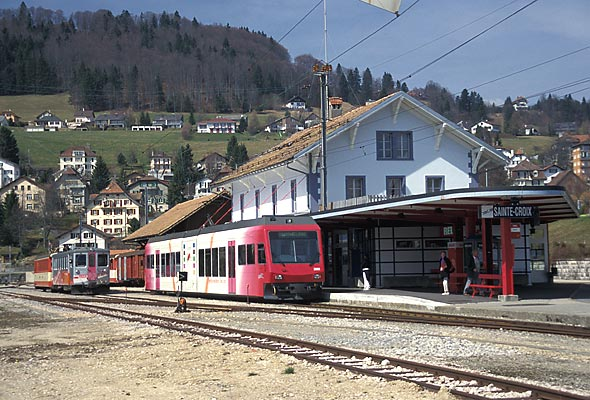
Железнодорожная станция Сент-Круа

Сент-Круа и Ивердон связаны узкоколейной железной дорогой метровой колеи. Дорога электрифицирована однофазным напряжением 15 кВ частотой 16 2⁄3 Гц переменного тока для питания подвижного состава.